# الدولة الكردية (1918-1919)
الدولة الكردية هي حكومة مستقلة سابقة في منطقة كردستان العراق، ظلت قائمة من تشرين الأول/أكتوبر عام 1918 إلى حزيران/يونيو عام 1919.

## التسمية
استخدم المسؤولون البريطانيون في لندن والشرق الأوسط اسم الدولة الكردية للإشارة إلى الكيان.

## الحكومة
كان محمود الحفيد رئيس حكومة الدولة الكردية. وفي يوم الأول من كانون الأول/ديسمبر 1918، اعترفت به السلطات البريطانية على أنه حكمدار لمنطقة السليمانية.
اقتصر الدور البريطاني على الإشراف، وعُين إدوارد نويل من قبل أرنولد ويلسون كموظف سياسي مسؤول عن الإشراف. بينما احتفظت حكومة الدولة الكردية بالاستقلال الذاتي فيما يتعلق بالمسائل المتعلقة بالقضاء والإيرادات.